# Persoonia (tijdschrift)
Persoonia is een mycologisch tijdschrift dat in 1959 door het Rijksherbarium is geïntroduceerd. Het tijdschrift is vernoemd naar mycoloog Christiaan Hendrik Persoon (1761-1836). De ondertitel luidt: Molecular Phylogeny and Evolution of Fungi. Het tijdschrift wordt uitgegeven door Naturalis in samenwerking met het Westerdijk Fungal Biodiversity Institute. De hoofdredacteuren zijn Machiel Noordeloos en Pedro Crous. 
In het tijdschrift worden artikels gepubliceerd met betrekking tot moleculaire fylogenie en evolutiebiologie van schimmels. Er wordt zowel gepubliceerd over reeds bekende schimmeltaxa, als over nieuwe taxa. Naast onderzoeksartikels worden overzichtsartikels en boekrecensies in het tijdschrift geplaatst. 
Artikelen worden voor publicatie onderworpen aan peer review door gekwalificeerde, onafhankelijke wetenschappers. De artikelen worden sinds 2006 maandelijks gepubliceerd op het internet, waar ze vrij toegankelijk zijn. Tevens worden de artikelen maandelijks op papier verzonden naar meerdere bibliotheken. De artikelen worden jaarlijks gebonden en uitgegeven in twee volumes. 